# Lijst van voetbalinterlands Soedan - Tsjaad
Deze lijst van voetbalinterlands is een overzicht van alle officiële voetbalwedstrijden tussen de nationale teams van Soedan en Tsjaad. De landen hebben tot op heden twaalf keer tegen elkaar gespeeld. De eerste ontmoeting, een vriendschappelijke wedstrijd, was op 30 juni 1992 op een onbekende locatie in Soedan. Het laatste duel, eveneens een vriendschappelijke wedstrijd, werd gespeeld in Taif (Saoedi-Arabië) op 20 oktober 2023.

## Wedstrijden
| №  | Plaats   | Datum             | Competitie           | Wedstrijd       | Uitslag |
| -- | -------- | ----------------- | -------------------- | --------------- | ------- |
| 1  | ?        | 30 juni 1992      | Vriendschappelijk    | Soedan − Tsjaad | 1 − 0   |
| 2  | Khartoem | 26 juli 2002      | Vriendschappelijk    | Soedan − Tsjaad | 2 − 0   |
| 3  | Khartoem | 22 mei 2005       | Vriendschappelijk    | Soedan − Tsjaad | 4 − 1   |
| 4  | Khartoem | 27 mei 2005       | Vriendschappelijk    | Soedan − Tsjaad | 1 − 1   |
| 5  | Caïro    | 6 september 2008  | WK 2010 kwalificatie | Soedan − Tsjaad | 1 − 2   |
| 6  | Caïro    | 10 september 2008 | WK 2010 kwalificatie | Tsjaad − Soedan | 1 − 3   |
| 7  | Ndjamena | 5 september 2019  | WK 2022 kwalificatie | Tsjaad − Soedan | 1 − 3   |
| 8  | Omdurman | 10 september 2019 | WK 2022 kwalificatie | Soedan − Tsjaad | 0 − 0   |
| 9  | Ndjamena | 23 september 2020 | Vriendschappelijk    | Tsjaad − Soedan | 2 − 3   |
| 10 | Ndjamena | 25 september 2020 | Vriendschappelijk    | Tsjaad − Soedan | 0 − 2   |
| 11 | Taif     | 17 oktober 2023   | Vriendschappelijk    | Soedan − Tsjaad | 1 − 0   |
| 12 | Taif     | 20 oktober 2023   | Vriendschappelijk    | Soedan − Tsjaad | 1 − 1   |

## Samenvatting
| Competitie        | Totaal gespeeld | Winst Soedan | Gelijk | Winst Tsjaad | Doelsaldo Soedan – Tsjaad |
| ----------------- | --------------- | ------------ | ------ | ------------ | ------------------------- |
| WK-kwalificatie   | 4               | 2            | 1      | 1            | 7 − 4                     |
| Vriendschappelijk | 8               | 6            | 2      | 0            | 15 − 5                    |
| Totaal            | 12              | 8            | 3      | 1            | 22 − 9                    |

SFA ·
Bondscoaches ·
Topscorers ·
Soedanees vrouwenelftal
1956 · 
1957 · 
1958 · 
1959 · 
1960 · 
1961 · 
1962 · 
1963 · 
1964 · 
1965 · 
1966 · 
1967 · 
1968 · 
1969 · 
1970 · 
1971 · 
1972 · 
1973 · 
1974 · 
1975 · 
1976 · 
1977 · 
1978 · 
1979 · 
1980 · 
1981 · 
1982 · 
1983 · 
1984 · 
1985 · 
1986 · 
1987 · 
1988 · 
1989 · 
1990 · 
1991 · 
1992 · 
1993 · 
1994 · 
1995 · 
1996 · 
1997 · 
1998 · 
1999 · 
2000 · 
2001 · 
2002 · 
2003 · 
2004 · 
2005 · 
2006 · 
2007 · 
2008 · 
2009 · 
2010 · 
2011 · 
2012 · 
2013 · 
2014 ·
2015 ·
2016 ·
2017 ·
2018 ·
2019 ·
2020 ·
2021
Algerije ·
Angola ·
Bahrein ·
Bangladesh ·
Benin ·
Burkina Faso ·
Burundi ·
Centraal-Afrikaanse Republiek ·
China ·
Congo-Brazzaville ·
Congo-Kinshasa ·
Djibouti ·
Egypte ·
Equatoriaal-Guinea ·
Eritrea ·
Ethiopië ·
Gabon ·
Ghana ·
Guinee ·
Guinee-Bissau ·
Irak ·
Ivoorkust ·
Jemen ·
Jordanië ·
Kameroen ·
Kenia ·
Koeweit ·
Lesotho ·
Libanon ·
Liberia ·
Libië ·
Madagaskar ·
Malawi ·
Mali ·
Marokko ·
Mauritanië ·
Mauritius ·
Mozambique ·
Nieuw-Zeeland ·
Niger ·
Nigeria ·
Oeganda ·
Oman ·
Palestina ·
Qatar ·
Rwanda ·
Saoedi-Arabië ·
Sao Tomé en Principe ·
Senegal ·
Seychellen ·
Sierra Leone ·
Somalië ·
Sri Lanka ·
Swaziland ·
Syrië ·
Tanzania ·
Togo ·
Tsjaad ·
Tunesië ·
Verenigde Arabische Emiraten ·
Zambia ·
Zimbabwe ·
Zuid-Afrika ·
Zuid-Korea ·
Zuid-Soedan
FTF · Tsjadisch vrouwenelftal
Interlands
Tegenstander:
Algerije ·
Angola ·
Bahrein ·
Benin ·
Botswana ·
Centraal-Afrikaanse Republiek ·
Comoren ·
Congo-Brazzaville ·
Congo-Kinshasa ·
Egypte ·
Equatoriaal-Guinea ·
Ethiopië ·
Gabon ·
Gambia ·
Ghana ·
Guinee ·
Ivoorkust ·
Jemen ·
Jordanië ·
Kameroen ·
Liberia ·
Libië ·
Madagaskar ·
Malawi ·
Mali ·
Mauritius ·
Namibië ·
Niger ·
Nigeria ·
Oeganda ·
Sao Tomé en Principe ·
Sierra Leone ·
Soedan ·
Tanzania ·
Togo ·
Tunesië ·
Zambia ·
Zuid-Afrika